# Юрашкевич, Андрей Данилович
Андре́й Дани́лович Юрашке́вич (1854 — после 1923) — ректор Минской духовной семинарии в 1905—1908 годах, член III Государственной думы от Минской губернии, настоятель Смольного собора в Петрограде.

## Биография
Родился 20 октября (1 ноября) 1854 года в семье причетника Минской епархии.
Начальное образование получил в Пинском духовном училище, затем окончил Минскую духовную семинарию и Санкт-Петербургскую духовную академию со степенью кандидата богословия (1879). По окончании духовной академии был учителем русского и церковнославянского языков в Пинском духовном училище.
В 1884 году был рукоположен в священники Минского кафедрального собора. Через два года стал ключарем собора. В течение двенадцати лет был законоучителем Минской гимназии и Минского реального училища (1893—1905), также преподавал в Минском духовном училище. В 1899 году был возведён в сан протоиерея.
С мая 1905 по сентябрь 1908 года был ректором Минской духовной семинарии и председателем Минского епархиального училищного совета. Был известным проповедником, занимался публицистикой. Постоянно публиковался в «Минских епархиальных ведомостях» и харьковском журнале «Вера и разум».
Кроме того, состоял членом Минского археологического церковно-исторического комитета, почетным членом Минского православного народного братства святого креста Господня, председателем Николаевского епархиального братства и членом других правых организаций города Минска. В августе 1908 года участвовал в 1-м съезде представителей западно-русских православных братств в Минске.
16 сентября 1908 года на дополнительных выборах от 1-го и 2-го съездов городских избирателей Минской губернии был избран на место исключенного Г. К. Шмида. Входил во фракцию правых. Состоял членом комиссий: по вероисповедным вопросам, по народному образованию, по делам православной церкви и библиотечной.
Сотрудничал в газете «Земщина», публиковал обзоры думской работы в «Минском слове». На выборах в IV Государственную думу баллотировался по 2-му разряду городских избирателей Санкт-Петербурга от Центрального предвыборного комитета правых, но не прошел.
С октября 1911 по март 1923 года состоял настоятелем Смольного собора в Петрограде. Дальнейшая судьба неизвестна. Был женат.

## Награды
- Орден Святой Анны 3-й ст.;
- Орден Святой Анны 2-й ст.;
- Орден Святого Владимира 4-й ст.;
- Орден Святого Владимира 3-й ст. (1908).

церковные:
- камилавка;
- наперсный крест.